# Jorcajt
A jorcajt az elhunyt halálának/ temetésének évfordulója alkalmával történő megemlékezés és temetőlátogatás a zsidó hagyományban. Az első jorcajtkor szokás többek közt sírkövet állítani. A jorcajt szó a német Jahrzeit szóból származtatható, melynek jelentése: ’egy évnyi idő’/’egy év ideje’.

## A jorcajt rendje
A jorcajt előestéjén „lelki mécset” (= halotti mécsest) kell gyújtani a zsinagógában, amely másnap estig ég. Napjainkban villanymécsessel is helyettesítik egyes helyeken. Szokás a jorcajt előestéjén felkeresni a zsinagógát. Itt nyilvános istentiszteleten kaddist szoktak mondani a halottért. Másnap reggel és délután is előírás a zsinagógalátogatás és kaddis mondása a halottért. (A zsidó napszámítás szerint ez egy nap: estétől estig.)
A reggeli istentisztelet után következik a halott sírjának meglátogatása. Itt évfordulós imát illik mondani. Gyakori ekkor a jócselekedet céljából való adakozás a halott emlékére. A tehetősebbek kegyeleti alapítványt hoznak létre az első jorcajt alkalmával a halott emlékére jótékony céllal.

## Kivételes esetek a jorcajti temetőlátogatással kapcsolatban
Ünnep esetén a temetőlátogatást előre lehet hozni egy (pl. ha szombatra esik az évforduló), vagy akár két nappal is (utóbbi a több napos ünnepek alkalmával). A terhes és „gyengeségük idejében lévő” nők számára felmentést szokás adni a temetőlátogatás alól. Ezt utólag pótolniuk szükséges. Egyéb betegség esetén fel lehet kérni egy szegény embert is, hogy tiszteletdíjért cserébe hajtsa végre a temetőlátogatást. Az ilyen jellegű felkérés és annak teljesítése is jócselekedetnek számít mind a felkérő, mind pedig a megbízatást elvégző fél részéről is.

## Egyéb szokások
A halál évfordulóját megelőző szombaton a gyászolót szokás felhívni a Tórához, aki ott imát mond a halottért. Szintén szokás böjtöt tartani a jorcajt napján. Ha az elhunyt egy rokona Talmud-tudós, akkor a Misna egy-egy szakaszát kegyeleti céllal megtanulhatja az évforduló napjára, és imát mondhat a halott emlékére. Ezt a feladatot azonban átvehetik tőle azok a tanulókörök is, amelyeket kegyeleti alapítványok  hoztak létre, illetve működtetnek ebből a célból.
Jorcajtot a hagyomány szerint csak gyermekek tartanak szüleik emlékére, azonban a gyermektelenül elhunytakra barátok és rokonok is emlékezhetnek, amely tevékenység szintén jócselekedetnek számít.

## A jorcajt idejének kijelölése
Hagyomány szerint a jorcajtot a halálozás zsidó naptár szerinti dátumán kell megtartani. (Ez eltér a polgári naptár szerinti dátumtól.)
Különleges eset a zsidó szökőév két ádár havának helyzete. (Megjegyzés: a zsidó szökőévekben két ádár hónap van egymás után.) Aki nem szökőévben hunyt el ádár hónapban, annak az évfordulóját szökőévekben a második ádár hónapban szokás megtartani. Aki szökőévben hunyt el, annak a jorcajt napját a következő szökőévig az egyetlen ádárban, majd a szökőévben a két lehetőség (ádár1, ádár2 hónapok) közül abban tartják meg, amelyikben elhunyt.
Ha a halottat Izraelben vagy Amerikában temetik el/ halt meg, akkor a halott nyughelyének/ elhalálozási helyének időzónája szerint kell nézni a dátumot, és annak alapján kell az aktuális időzónában is gyászolni, jorcajtot tartani.
Újhold esetében is egy külön szabály érvényesül. Az emlékezési dátumot mindig az adott újholdhoz viszonyított napon kell tartani, akár a dátumtól függetlenül is. Így például, ha újhold napján volt a halál, akkor újhold napján kell emlékezni, ha második napján, akkor második napján.

## Évforduló egyéb esetei
Ha a temetés és a halál között minimum három nap telt el, akkor a jorcajtot az első évben a temetés napján kell megtartani, második évtől a halál napján.
Amennyiben nem tudni a halál napját (eltűnés, háborús helyzet, stb.), akkor egy tetszőleges napon kell megtartani a jorcajtot, amelyet utána nem lehet megváltoztatni. Kisebb vidéki közösségekben a vészkorszak (Holokauszt) áldozataira egy közösen kijelölt napon szokás megemlékezni, mely általában az elhurcolás vagy deportálás napja szokott lenni.

## Sírkőavatás kérdése
Legkorábban a temetés után 30 nappal, de a leggyakrabban egy év leteltével állítják. Korábban azért nem illik, mert az azt jelezné, hogy kezdik elfelejteni a halottat, és fel kell eleveníteni az emlékét. A sírkövet a halott fejének magasságában szokás állítani. A sírkő elsősorban kegyeleti hely a halott számára, továbbá a még élők számára okulási hely a kegyes élet követése érdekében.

## A sírkő avatásának gyakorlata
Reggeli ima után, jorcajt napján szokás állítani. Minjannal kell kimenni a temetőbe, enélkül nem lehet sírkövet avatni. Ilyenkor alkalmi beszédet mondhat a gyászolók egy képviselője, valamint az előimádkozó imát mondhat, ha felkérik erre.
A sírkővel kapcsolatban a zsidóságban meglehetősen szigorú szabályozás él/élt (napjainkban ez jelentősen enyhült a neológiában). A síron és körülötte nem lehet szobor vagy emberábrázolás. Így zsidó sírokon nem látni sem angyalábrázolást, sem mellszobrot, sem domborművet. Bizonyos állatformák (pl. Júda oroszlánja) megjelenhetnek.

## A halottakra való emlékezés egyéb közösségi alkalmai
A halottakra való emlékezésnek négy egyéb alkalma van a zsidó év során. Ezek: Peszah 8. napja, Savuot 2. napja, a Sátoros ünnep (Szukot) zárónapja és az Engesztelés napja (Jom Kippur). Ezen időpontokban a liturgia részeként plusz közösségi ima hangzik el, melyet Jizkor-imának neveznek.

## Egy különleges szokás: haszid csodarabbik sírja
A karizmatikus haszid rebbék sírja körül különleges „halotti kultusz” alakult ki, amit rendszeres zarándoklatokkal a mai napig életben tartanak a haszid közösségek. Ilyen a makói ortodox temető is, ahol Vorhand Mózes (1862–1944) rabbi nyugszik. Reb Vorhand sírja felett egy hatalmas ohelt emeltek, és ez a jelenlegi elszármazott haszid közösségek egyik fontos zarándokhelye a mai napig. A rebbe tiszteletére a sírja fölé emelt épület összesen három sírt (a rebbe sírja, a feleségének nyughelye és egy jelképes gyermeksír) foglal magában. A sírokon kívül többek között egy 2000 literes kvitli-láda, egy örökmécses és zsoltároskönyvek is vannak. Évente több, közel százfős csoport látogatja a rebbe síremlékét a világ különböző pontjairól, ahol az általa alapított karizmatikus rebbe-dinasztia leszármazottjai megfordultak és tevékenykedtek. Ma Bécs, London, New York, Asdod és Kirjat Ata a Makóról elszármazottak főbb központjai. Különösen érdekes jelenség, hogy úgy tartják, az itt elmondott ima vagy könyörgés gyakrabban meghallgatásra kerül az Örökkévalónál, így a rebbe karaktere közvetítő a föld és ég között a mai napig. Gyakori jelenség a sírra ráborulva elmondani egy imát, vagy könyörgést, valamint kvitli-táblát vagy levelet elhelyezni a sír körül. 